# دونتليس
دونتليس (بالإنجليزية: Dauntless )‏ هي لعبة أكشن تقمص الأدوار مجانية من تطوير شركة فينكس لابز ونشر شركة إيبك غيمز، صدرت اللعبة في 26 سبتمبر 2019 على منصات مايكروسوفت ويندوز، بلاي ستيشن 4، إكس بوكس ون.